# Анималия (книга)
«Анималия» (англ. Animalia) — иллюстрированная детская книга Грэма Бэйса. Первоначально она была опубликована в 1986 году, через 10 лет (в 1996 году) за ней последовало десятое юбилейное издание, а в 2012 году — 25-летнее юбилейное издание. По всему миру было продано более четырёх миллионов копий. В 1996 году было выпущено специальное пронумерованное и подписанное юбилейное издание с тиснёной золотой обложкой.

## Синопсис
Анималия — аллитеративный букварь, содержащий 26 иллюстраций, по одной на каждую букву алфавита. На каждой иллюстрации изображено животное из животного мира (А — аллигатор (alligator) и броненосец (armadillo), В — бабочка (butterfly), С — кошка (cat) и т. д.). Буквы на каждой странице используются в скороговорках для многих слов. Иллюстрации содержат множество других объектов, начинающихся с определённой буквы, которые читатель может попытаться идентифицировать (например, на входе «D» изображены, помимо пары драконов, динозавр Диплодок (Diplodocus) и пеликозавр Диметродон (Dimetrodon); однако, не обязательно есть «тысяча вещей, а может быть, и больше» (a thousand things, or maybe more), вопреки тому, что утверждает автор; например, в записи «А» изображён будильник, как и запись «C»; кроме того, теннисная ракетка появляется в записи «T», а также в записи «R»). В качестве дополнительного вызова автор спрятал на каждой картине свою фотографию в детстве.

## Связанные товары
В 2008 году издательство Julia MacRae Books опубликовало книжку-раскраску Animalia. В том же году издательство Harry N. Abrams опубликовало версию книжки-раскраски для настенного календаря для детей.
Гарри Н. Абрамс опубликовал раскладной «Фриз из стены животных» (The Animalia Wall Frieze) длиной более 26 футов, где создавались новые загадки для каждой буквы.
Великая американская фабрика пазлов (The Great American Puzzle Factory) создала пазл из 300 деталей на основе обложки «Анималии».

## Экранизации
По мотивам книги «Анималия» был создан одноимённый телесериал, который транслируется в Канаде. В 2011 году Австралийский фонд детского телевидения (The Australian Children’s Television Foundation) выпустил обучающий DVD-ROM, который сопровождал сериал учебными пособиями для использования в классе.
В 2010 году издательства The Base Factory и AppBooks выпустили приложение «Анималия» для iPad и iPhone/iPod Touch.

## Награды
- 1987 год:
  - «Лучший роман молодого австралийца» (Young Australian’s Best Book Award);
  - «Иллюстрированная книга года» (Picture Book of the Year)[6].
- 1988 год:
  - Kid’s Own[7].